# مالا درنووا
مالا درنووا (به صربی: Mala Drenova) یک منطقهٔ مسکونی در صربستان است که در Trstenik واقع شده‌است. مالا درنووا ۷۳۵ نفر جمعیت دارد.